# Ladies of the Canyon
Ladies of the Canyon é o terceiro álbum de estúdio da cantora e compositora canadense Joni Mitchell, lançado em 1 de abril de 1970, por intermédio da Reprise Records. Nos Estados Unidos, alcançou a 27ª posição da Billboard 200 e recebeu certificação de platina pela Recording Industry Association of America (RIAA). O álbum faz referência ao Laurel Canyon, uma centro de cultura de música popular de Los Angeles dos anos sessenta.

## Lista de faixas
Todas as faixas escritas e compostas por Joni Mitchell. 
| Lado A |                        |         |  |
| N.º    | Título                 | Duração |  |
| 1.     | "Morning Morgantown"   | 3:12    |  |
| 2.     | "For Free"             | 4:31    |  |
| 3.     | "Conversation"         | 4:21    |  |
| 4.     | "Ladies of the Canyon" | 3:32    |  |
| 5.     | "Willy"                | 3:00    |  |
| 6.     | "The Arrangement"      | 3:32    |  |

| Lado B |                     |         |  |
| N.º    | Título              | Duração |  |
| 1.     | "Rainy Night House" | 3:22    |  |
| 2.     | "The Priest"        | 3:39    |  |
| 3.     | "Blue Boy"          | 2:53    |  |
| 4.     | "Big Yellow Taxi"   | 2:16    |  |
| 5.     | "Woodstock"         | 5:25    |  |
| 6.     | "The Circle Game"   | 4:50    |  |

## Créditos
- Joni Mitchell: vocais, violão, teclado, direção de arte
- Teresa Adams: violoncello
- Paul Horn: clarinete, flauta
- Jim Horn: saxofone barítono
- Milt Holland: percussão
- The Lookout Mountain Downstairs Choir: vocais
- Henry Lewy: engenharia de áudio
- Don Bagley: arranjos de violoncelo